# Wen-Li Kao
Wen-Li Kao, née le 12 juin 1936 à Shijiazhuang en Chine, est une architecte belge, diplômée de l'École Nationale Supérieure d'Architecture et des Arts Décoratifs (ENSAAD) de La Cambre. Elle fut la présidente de deux associations notables d'architectes en Belgique : la SCAB (Société Centrale d'Architecture de Belgique) en 1996 puis en 1998, et l'UFAB (Union des Femmes Architectes de Belgique) de 1991 à 1995.
Elle fut également professeure, notamment en projet d'architecture à La Cambre, où elle est l'une des premières femmes à occuper ce poste, et en architecture d'intérieur à l'Institut Supérieur d'Architecture (I.S.A.) Saint-Luc.

## Formation
Wen-Li Kao effectue ses études secondaires au Lycée Royal d'Ixelles, entre 1950 et 1956.
Elle intègre ensuite en 1956 l'École Nationale Supérieure d'Architecture de La Cambre, où elle poursuit ses études en vue de devenir architecte. Elle en sort diplômée en 1961 dans l'atelier de l'architecte et urbaniste Victor Bourgeois.

## Carrière

### Parcours professionnel
Après l'obtention de son diplôme, Wen-Li Kao commence sa carrière en tant que chargée de mission au Centre de Recherches Nucléaires Euratom à Ispra (Italie). Elle occupera ce poste pendant un an, entre 1961 et 1962, et développera notamment des projets de réfectoire, de bibliothèque, de centre sportif et des halls et services pour un réacteur.
Afin d'intégrer officiellement l'Ordre des Architectes, elle effectue son stage de 1962 à 1964 chez l'architecte C. Bailleux. Elle y travaillera sur des projets de logements pour la société "La Maison pour Tous" à Charleroi.
Wen-Li Kao sera ensuite successivement collaboratrice de René Stapels (1964-1966), puis associée de l'architecte Marcel Pesleux (1966-1978), qui fut également son époux. Elle travaille néanmoins aussi en tant qu'architecte indépendante et enseignante à partir de 1969.
En 1979, Wen-Li Kao obtient le certificat d'aptitude pour l'Enseignement secondaire au niveau supérieur. Trois ans plus tard, en 1982, elle reçoit la notoriété scientifique et professionnelle par le Conseil Permanent de l'Enseignement Supérieur de l'État, et devient membre en 1984 du Conseil Supérieur de l'Enseignement Supérieur artistique. La même année, elle fonde et préside l'ASBL La Jonque des Lumières, qui œuvre au développement de la coopération belgo-chinoise.
Tout au long de sa carrière, Wen-Li Kao sera membre de plusieurs jurys d'architecture et d'architecture d'intérieur dans les différents instituts de la capitale belge, mais aussi lors de concours, comme celui de la SCAB en 1973 pour la remise de la Médaille d'Or des Architectes belges. Elle sera également nommée membre du jury pour le concours d'architecture du Prix Godecharle en 1997.

#### SCAB
Le 7 mai 1987, sa candidature pour devenir membre effectif de la Société Centrale d'Architecture de Belgique est déposée par ses deux parrains, Victor Martiny et Françoise Blomme. Son parcours professionnel est présenté aux membres par ces derniers le 20 mai de la même année. Cette demande d'affiliation se concrétise finalement le 26 novembre 1987 dans un courrier de la SCAB, à la suite du vote des membres lors de l'assemblée générale du 19 novembre.
En 1995, elle fonde "Optiques", un cercle d'émulation de la SCAB pour promouvoir des conférences et débats sur l'architecture contemporaine.
Wen-Li Kao occupera entre autres le poste de conseillère auprès de Françoise Blomme entre 1991 et 1993. Le 29 février 1996, elle est élue au poste de présidente de la SCAB. Son mandat de 2 ans sera renouvelé en 1998, à la suite de sa réélection.
En tant que présidente, elle organise notamment le concours international d'urbanisme "Aménagement de l'espace public du quartier européen de Bruxelles", une mission confiée par Hervé Hasquin, alors Ministre de l'Aménagement du Territoire, des travaux publics et des Communications en Région de Bruxelles-Capitale, et Erikki Likkanen, commissaire européen chargé du Budget, du Personnel, de l'Administration, de la Traduction et de l'Informatique. Le premier tour du concours a lieu le mardi 16 décembre 1997, duquel s'ensuit une exposition jusqu'au 13 janvier 1998 au Musée Royal de l'Armée, dans le parc du Cinquantenaire à Bruxelles.

#### UFAB
Filiale de l'UIFA (Union Internationale des Femmes Architectes), l'UFAB est l'Union des Femmes Architectes de Belgique. Wen-Li Kao en sera membre pendant plusieurs années, et siègera ainsi de 1991 à 1995 en tant que présidente de l'association. Au travers de cette association de femmes architectes, elle participera à plusieurs expositions et colloques au fil des années (voir rubrique Expositions et colloques ci-dessous).

##### Engagement dans la cause des femmes architectes
Dans le périodique L'Évènement Immobilier no 60 où un article lui est consacré, Wen-Li Kao se positionne quant à la condition des femmes exerçant l'architecture : "Dur fut l'accès de la femme à la profession d'architecte. Elles ont dû lutter contre les préjugés et le manque évident de confiance. Aujourd'hui, fort heureusement, les choses changent. Si, en Belgique, les femmes architectes sont encore très nettement minoritaires, en Scandinavie, comme dans certains pays asiatiques, elles sont beaucoup plus nombreuses, et il n'est pas rare qu'elles soient directement responsables de projets de toute première importance."

### Réalisations architecturales
| Date    | Projet                                                                                   | Lieu                                                    | Collaborateur(s)                                                                  |
| ------- | ---------------------------------------------------------------------------------------- | ------------------------------------------------------- | --------------------------------------------------------------------------------- |
| 1963    | Maison Greck                                                                             | Woluwe-Saint-Pierre                                     |                                                                                   |
| 1964    | Habitations jumelées Boller et Stahel                                                    | Woluwe-Saint-Pierre                                     |                                                                                   |
| 1964    | Maison de vacances                                                                       | Nassognes                                               |                                                                                   |
| 1965    | Infrastructure et équipement d'un quartier résidentiel de 54Ha                           | Luxembourg (Luxembourg)                                 | M. Sohier                                                                         |
| 1966    | Car-ferry terminal de la compagnie Townsend                                              | Zeebruges                                               | M. Sohier et M. Pesleux                                                           |
| 1967    | Pavillon belge à l'Expo '67 de Montréal                                                  | Montréal (Canada)                                       | En tant que collaboratrice avec Jamar et Feragen, et avec l'architecte R. Stapels |
| 1967    | Aménagement d'une salle d'exposition polyvalente pour l'antiquaire Lebrun                | Boulevard de Waterloo, Bruxelles                        |                                                                                   |
| 1968    | Transformation, aménagement et étude du mobilier de l'habitation Lechien                 | Schaerbeek                                              |                                                                                   |
| 1968    | Projet de concours pour l'aménagement d'une zone résidentielle                           | Aalter                                                  | M. Sohier                                                                         |
| 1969-70 | Projet de quartier résidentiel                                                           | Genval                                                  |                                                                                   |
| 1969-70 | Étude de transformation de la villa Wittamer                                             |                                                         | L. H. De Koninck                                                                  |
| 1972    | Nouvelle étude (en béton) du Collège agricole de Bambari                                 | Bambari (République centrafricaine)                     | M. Pesleux                                                                        |
| 1973    | Aménagement et mobilier de la cafétéria de l'abbaye de la Cambre pour l'E.N.S.A.A.V.     | Ixelles                                                 |                                                                                   |
| 1974    | Villa du Dr Chochrad                                                                     | Rhode-Saint-Genèse                                      | M. Pesleux                                                                        |
| 1974-76 | Transformation de l'habitation personnelle des architectes Kao et Pesleux                | Place des Martyrs, Bruxelles                            | M. Pesleux                                                                        |
| 1975    | Aménagement d'un grenier                                                                 | Avenue Louis Jasmin, Woluwe-Saint-Pierre                |                                                                                   |
| 1976    | Transformation et aménagement d'une maison                                               | Avenue Keyen, Auderghem                                 |                                                                                   |
| 1977    | Conception de la transformation de l'immeuble de M. Levey, collectionneur d'art tibétain | Uccle                                                   |                                                                                   |
| 1978    | Transformation d'un immeuble                                                             | 26 rue de Jonckheere, Bruxelles                         |                                                                                   |
| 1978-79 | Magasins Aspect (Galerie du Rivoli)                                                      | Chaussée de Waterloo, Bruxelles                         | En tant qu'architecte-conseil de la firme Abstraca-Tradix                         |
| 1978-79 | Clause-out Shop                                                                          | City 2, Bruxelles                                       | En tant qu'architecte-conseil de la firme Abstraca-Tradix                         |
| 1979-85 | Aménagement et mobilier des appartements de M. et Mme Laycock                            | Rue Mignot Delstanche et avenue Louis Lepoutre, Ixelles |                                                                                   |

### Prix et distinctions
- 1962 (en association avec Marcel Pesleux) :
  - 2e prix au concours international de la Maison européenne pour l'aménagement d'une zone résidentielle de 700 logements à Gand ; 1er prix Isolmat ; 1er prix Masser
- 1963 (en association avec Marcel Pesleux) :
  - 2e prix au concours Koopal pour un Centre d'audition de musique de chambre
  - 1er prix au concours La Renaissance des Ardennes pour l'intégration de logements dans un site des Ardennes (patronné par le Gouvernement Provincial du Luxembourg)
- 1966 (en association avec le bureau Girec et les architectes Pesleux et Ploegaert) :
  - 1er prix du concours pour l'urbanisation des quartiers de Galgoul et de Saiffi à Beyrouth

### Enseignement
Une partie de la carrière professionnelle de Wen-Li Kao est consacrée à l'enseignement. Elle sera d'ailleurs l'une des premières femmes à occuper le poste de titulaire d'un atelier de Projet d'Architecture à La Cambre.
- E.N.S.A. La Cambre (de 1969 à 1998)
  - 1969 : Assistante du professeur M. Gerard
  - 1974 : Chargée du cours de Projet d'Architecture (en années de candidature, puis en années du grade à partir de 1979)
  - 1980 : Chargée du cours Conception de l'art urbain et architectural en Extrême-Orient et dans le Monde Arabe
- I.S.A. Saint-Luc
  - 1971 à 1973 : Chargée du cours d'Architecture d'intérieur
- Institut provincial d'Enseignement technique (I.P.E.T.) de Nivelles
  - 1975 à 1982 : Chargée du cours de Technique de la construction et du Dessin d'architecture
- École des Arts Plastiques et Visuels d'Uccle
  - 1979 : Chargée du cours de Dessin d'architecture (cours du soir)
- Collaboration E.N.S.A. La Cambre - E.C.A.M. (École Centrale des Arts et Métiers)
  - 1997-1998 : Encadrement d'un projet collaboratif "Forme & Structure"

### Expositions et colloques
Wen-Li Kao participe à de nombreuses expositions, mais s'illustre aussi en tant que conférencière lors de colloques et de séminaires, notamment organisés par l'UFAB. Elle donnera également une série de conférences sur le thème "Connaître la Chine", entre autres aux Musées royaux d'Art et d'Histoire à Bruxelles (1984), à l'Université du Travail de Charleroi (1986) et au Parlement belge, à la Commission du commerce extérieur (1986).
| Date    | Titre                                                      | Lieu                     | Pays       |
| ------- | ---------------------------------------------------------- | ------------------------ | ---------- |
| 1975    | "La femme et les métiers de création"                      | Design Centre, Bruxelles | Belgique   |
| 1975    | "Projets alternatifs d'étudiants de l'I.S.A.E. - La Cambre | Woluwe-Saint-Lambert     | Belgique   |
| 1979    | "Les œuvres des femmes architectes"                        | Seattle et Los Angeles   | États-Unis |
| 1979-80 | "Rénovation en Wallonie"                                   | Zétrud-Lumay             | Belgique   |
| 1981    | "Les femmes architectes exposent"                          | Koekelberg               | Belgique   |
| 1982    | "Les femmes architectes exposent"                          | Charleroi                | Belgique   |
| 1984    | "Les œuvres des femmes architectes"                        | Berlin                   | Allemagne  |

Concernant ses participations à des colloques, notons en particulier celui de l'UFAB du 16 mars 1996 : "Éthique et Architecture",,. Wen-Li Kao était alors à la fois membre du comité organisateur (présidente honoraire) et commissaire des comptes, mais elle était également chargée d'une table ronde de débats avec Jean-Pierre Blondel, intitulée "Éthique et Urbanisme". Elle y côtoya notamment l'architecte Zaha Hadid, pour qui elle proposa un discours d'introduction avant sa conférence de clôture. Le colloque s'est déroulé à Bruxelles, au siège de la Royale Belge.

## Archives
Archives et Bibliothèque d'Architecture de l'ULB :
- Université Libre de Bruxelles - Archives et Bibliothèques d'architecture - Fonds SCAB (Dossier Wen-Li Kao)
- Université Libre de Bruxelles - Archives et Bibliothèques d'architecture - Fonds UFAB
- Université Libre de Bruxelles - Archives et Bibliothèques d'architecture - Fonds UFAB*
- Université Libre de Bruxelles - Archives et Bibliothèques d'architecture - Fonds ISACF-La Cambre